# Парамонов, Константин Ефимович
 Константи́н Ефимович Парамо́нов (3 июня 1908, Мелисоновка, Уфимская губерния — 26 ноября 1943, Запорожский район, Запорожская область) — командир роты 185-го гвардейского стрелкового полка 60-й гвардейской стрелковой дивизии 6-й армии 3-го Украинского фронта, гвардии лейтенант, Герой Советского Союза.

## Биография
Константин Парамонов родился 3 июня 1908 года в деревне Мелисоновка в крестьянской семье.
Русский. Окончил начальную школу в селе Шкапово. Проучившись 5 классов, начал работать: был чесальщиком шерсти, участвовал в процессе пимокатания в коммуне «Победа».
Работал грузчиком в городе Белорецке. По зову комсомола и молодёжи едет на ударную стройку Дальнего Востока, на строительство города Комсомольска-на-Амуре. Но, как пишут в статье «Наш земляк — Герой Советского Союза» «романтическое настроение вскоре сбивается от реального положения дел на стройке. Скопив немного денег возвращается на малую родину и устраивает свою жизнь в посёлке Приютово».
Вместе с супругой Еленой Ивановной покупают домик, у них рождаются сыновья — Владимир, Геннадий, Василий. Глава семьи начинает трудовую деятельность в Приютово с должности заведующего хозяйством Приютовского элеватора (по другим данным — рабочий Приютовского элеватора). Умение ладить с людьми и природная сметливость привели его к депутатской деятельности в поселковом Совете, затем к должности председателя Приютовского сельского Совета.
В Красную Армию призван Бижбулякским райвоенкоматом Башкирской АССР в 1941 году и направлен в пехотное училище, на офицерские курсы. Лейтенант Парамонов получает направление в действующую армию в 185-й гвардейский стрелковый полк шестой армии 3-го Украинского фронта. В действующей армии с ноября 1941 года. командовал отделением, взводом, ротой.
Воевал под Сталинградом, главное сражение было на Днепропетровском плацдарме. Было много тяжёлых боёв, в одном из которых Константин Парамонов получил ранения. Находясь на лечении, он пишет письмо семье:

«Привет из госпиталя! Здравствуйте, дорогая жена Елена Ивановна, и дорогие детки — Володя, Гена, Василий. Шлю Вам свой пламенный привет и желаю хороших успехов в вашей жизни. Елена, разрешите вам сообщить, что жив, здоров, лежу в госпитале. Ранен в правую ногу. Ранение пулевое, прошло сквозь ногу, ходить пока не могу…Желаю вам здоровья, до свидания…»— «Ветеран Башкортостана»
Гвардии лейтенант Константин Парамонов отличился 25 ноября 1943 года при форсировании реки Днепр юго-восточнее села Разумовка Запорожского района Запорожской области Украины.
Погиб в бою за расширение плацдарма 26 ноября 1943 года. Похоронен в братской могиле в селе Разумовка Запорожского района Запорожской области Украины.

## Подвиг
«Командир роты 185-го гвардейского стрелкового полка (60-я гвардейская стрелковая дивизия, 6-я армия, 3-й Украинский фронт) гвардии лейтенант Константин Парамонов отличился 25 ноября 1943 года при форсировании реки Днепр юго-восточнее села Разумовка Запорожского района Запорожской области Украины. Рота захватила плацдарм и удерживала его до подхода подкрепления».
Указом Президиума Верховного Совета СССР от 22 февраля 1944 года за образцовое выполнение боевых заданий командования и проявленные при этом геройство и мужество гвардии лейтенанту Парамонову Константину Ефимовичу посмертно присвоено звание Героя Советского Союза.

## Память
Имя Героя носят улицы в селе Разумовка, городе Запорожье (Украина), посёлке городского типа Приютово (Башкирия).
В Приютово на доме по адресу ул. К. Маркса, 29, 22 ноября 1957 г. установлена мемориальная доска Парамонову Константину Ефимовичу, Герою Советского Союза.
452017, Республика Башкортостан, Белебеевский район, р.п. Приютово,

«Эта улица носит имя земляка героя Советского Союза Константина Ефимовича Парамонова» — belebey.bashkortostan.ru/about/places/325996

## Награды
- Медаль «Золотая Звезда» Героя Советского Союза (22.02.1944)[3][7].
- Орден Ленина (22.02.1944).
- Орден Отечественной войны 1-й степени (28.12.1942)[8].